# Bitka pri Newtownu
Bitka pri Newtownu (29. avgust 1779) je bila edina večja bitka Sullivanove ekspedicije, oborožene ofenzive, ki jo je vodil generalmajor John Sullivan in jo je ukazal George Washington, da bi končal grožnjo Irokezov, ki so se v ameriški revolucionarni vojni postavili na stran Britancev. Sullivanovim štirim brigadam je nasprotovalo 250 lojalističnih vojakov iz Butlerjevih rangerjev, ki jim je poveljeval major John Butler in 350 Irokezov in Delaware (Lenape). Butler in mohawški poglavar Joseph Brant se nista želela boriti pri Newtownu, ampak sta predlagala nadlegovanje sovražnika med pohodom, vendar sta ju preglasila Sayenqueraghta in drugi domorodni poglavarji.
Ta bitka, ki je bila najpomembnejši vojaški spopad kampanje, se je odvijala ob vznožju hriba ob reki Chemung, tik pred današnjo Elmiro v New Yorku.

## Teren
Spopad se je zgodil ob visokem hribu, ki se zdaj imenuje Sullivan Hill in je del državnega parka Newtown Battlefield. Hrib, ki se razprostira od jugovzhoda proti severozahodu ob reki Chemung, je bil dolg eno miljo na svojem vrhu, ki se je dvigal 600 ft (180 m) nad potjo ob vznožju, ki je vodila v delawarsko vas Newtown. Pobocje hriba je bilo pokrito z borovci in gosto rastjo grmičastega hrasta. Hoffman Hollow, močvirnato območje majhnih gričev in gostih gozdov, je bilo tik vzhodno od hriba. Majhen vodotok, imenovan Baldwin Creek, je tekel skozi dolino in se izlival v reko Chemung (v Sullivanovih poročilih imenovano kot krak reke Cayuga). Potok je sledil hribu proti severozahodu na nasprotni strani od reke in je imel strme zahodne bregove.

## Priprave Irokezov in Britancev
Maja 1779, kot odgovor na govorice o načrtovani ameriški invaziji na ozemlje Irokezov, sta Butler, skupaj s petimi četami Butlerjevih rangerjev in oddelkom 8. (Kraljevega) pehotnega polka, zapustila Fort Niagara in vzpostavila napredno operativno bazo v Kanadaseagi, ki se nahaja blizu severnega konca jezera Seneca (New York). Sredi avgusta sta se Butler, skupaj s približno 300 seneškimi in cayuškimi bojevniki, ki so jih vodili Sayenqueraghta, Cornplanter in Fish Carrier, premaknila južno do reke Chemung, kjer sta se jima pridružila Joseph Brant in Brantovi prostovoljci, pa tudi številni Delaware.
Butler in Brant sta predlagala, da bi bili zaradi velikosti in sestave Sullivanovih sil učinkovitejši napadi nadlegovanja kot pa neposreden spopad. Preglasili so ju Sayenqueraghta, Cornplanter in Delaware, ki so izbrali položaj na severni strani reke Chemung za zasedo.
Rangerji in njihovi domorodni zavezniki so na hitro zgradili podkvasto oblikovan, kamuflirano prsobran iz hlodov, približno 150 čevljev (46 metrov) visoko na jugovzhodnem vznožju hriba, v dosegu muškete od poti. Hrib je bil uporabljen kot opazovalna točka in ovira za približevanje kontinentalne vojske.

## Ekspedicija in bitka
26. avgusta 1779 je Sullivan zapustil Fort Sullivan v Atenah v Pensilvaniji, kjer sta se združila oba oddelka njegove vojske, z ocenjenimi 3.200 dobro oboroženimi vojaki. Počasi so se pomikali navzgor ob reki Chemung z namenom uničenja mest in pridelkov Šestih narodov v osrednjem New Yorku. Zjutraj v nedeljo, 29. avgusta, približno 10 mi (16 km) gorvodno od Fort Sullivana, se je predhodnica, tri čete strelcev, prej iz "Začasnega strelskega korpusa" polkovnika Daniela Morgana, približala Butlerjevemu položaju. Sumili so na zasedo, zato so se ustavili in preiskali območje. Odkrili so skriti prsobran in takoj obvestili brigadnega generala Edwarda Handa. Hand je poslal svojo lahko pehoto, da zasede strelske položaje za bregom potoka Baldwin. Branilci so večkrat neuspešno poskušali zvabiti kontinentalce v zasedo. Ko je razširjena vojska še naprej prihajala in se zbirala, je Sullivan sklical vojaški svet s svojimi brigadnimi poveljniki. Skupaj so zasnovali načrt napada.
1. polk New Jerseyja, pod poveljstvom polkovnika Matthias Ogdena, je bil odcepljen od brigade New Jerseyja brigadnega generala William Maxwella in poslan zahodno ob reki Chemung na položaj na desnem boku majorja Butlerja. Podobno sta bili brigada New Yorka brigadnega generala James Clintona in brigada New Hampshirea brigadnega generala Enoch Poora poslani skupaj vzhodno, po ovinkasti poti skozi Hoffman Hollow, z nalogo, da se približata severovzhodnemu boku hriba. Ob koncu prve ure bi topništvo šestih tri-funtnih topov, dveh havbic in možnarja postavljenih na vzpetini blizu poti, odprlo ogenj na prsobran. Topovi bi signalizirali Handu, naj simulira napad na sredino podkve, takrat bi se brigade na severovzhodu povzpele na hrib in zavile levo, da bi napadle zadnji del prsobrana. Ko bi Hand slišal topove Poorjevega in Clintonovega napada, bi njegova brigada jurišala na utrdbe, podprta z Maxwellovo brigado, s čimer bi branilce postavila v navzkrižni ogenj.
Načrt je bil kompleksen in zasnovan v kratkem času, vendar je bil končni rezultat poraz za Butlerjeve Rangerje in njihove domorodne zaveznike. Prečkanje močvirnatega terena (ki ga je Sullivan poimenoval "morass") v Hoffman Hollowu je upočasnilo napredovanje Poorjevih in Clintonovih brigad, kar je porušilo časovni načrt in povzročilo ravno dovolj zamude, da so Butler in Irokezi pobegnili vzdolž grebena hriba. Topniški baraž se je začel precej preden sta bila Poor in Clinton na položaju, kar je prisililo Rangerje in Irokeze, da so se umaknili iz prsobrana, preden so bili lahko obkoljeni. Medtem ko so se nekateri branilci obrnili in pobegnili, se je glavnina Butlerjevih sil spopadla z Američani med umikom.
Skoraj vse žrtve kontinentalcev so se zgodile med protinapadom na 2. polk New Hampshirea pod poveljstvom podpolkovnika George Reida. Polk, dodeljen skrajni levi strani Poorjeve napadalne formacije, se je povzpel tam, kjer je bil naklon najstrmejši in precej zaostajal za preostalo brigado. Joseph Brant je vodil napad in skoraj obkolil Reida. Naslednji polk v vrsti, 3. polk New Hampshire pod poveljstvom podpolkovnika Henryja Dearborna se je obrnil, izstrelil dva rafala in se vrnil po hribu navzdol, da bi pomagal Reidu, enako sta storila tudi dva Clintonova polka. Protinapad je bil odbit, vendar je omogočil večini Butlerjevih sil, da so pobegnile.
Po opustošenju dveh vasi Delaware in uničenju vseh pridelkov v bližini se je Sullivanova vojska obrnila proti severu in v naslednjih treh tednih uničila vsaj 40 na hitro zapuščenih vasi Seneca in Cayuga, preden se je vrnila v Fort Sullivan.

## Sullivanove žrtve
Viri se razlikujejo glede števila ameriških žrtev. Kapitan James Norris iz 3. polka New Hampshire je med bitko zabeležil tri mrtve in 36 ranjenih. V svojem poročilu Georgeu Washingtonu je general Sullivan prav tako poročal o treh mrtvih, vendar je število ranjenih povečal na 39. Pet ranjenih je umrlo zaradi ran v treh tednih po bitki, s čimer se je skupno število mrtvih povzpelo na osem.
Mrtvi:
- Poročnik Nathaniel McCauley (umrl 30. avgusta po amputaciji noge)[2]

- Vojak Abner Dearborn (nečak podpolkovnika Henryja Dearborna, umrl 2. septembra)[5]

- Narednik Demeret in desetnik Hunter [2]

- Josiah Mitchell, Sylvester Williams in dva druga vojaka.[2]

Ranjen:
- Major Benjamin Titcomb[4]

- Kapitan Elijah Clayes[4][6] (umrl 30. novembra 1779)

- Narednik Oliver Thurston[7]

- 28 dodatnih ranjenih[2][3]

## Irokeške in britanske žrtve
Major Butler je poročal o petih ubitih ali ujetih in treh ranjenih njegovih rangerjev, pa tudi o petih ubitih in devetih ranjenih med Irokezi. Ameriški viri so poročali o dveh ujetih ujetnikih in dvanajstih mrtvih domorodcih, vključno z žensko.

## Zapuščina
Leta 1973 je zvezna vlada ustanovila "Nacionalni zgodovinski spomenik Newtown Battlefield", s čimer je priznala njegovo pomembno zgodovino. Spomenik obsega skoraj 2.100 akrov (850 hektar) v mestih Ashland, okrožje Chemung, New York, Chemung, New York in Elmira, New York.
Danes je mesto bitke delno zakrito z izvozom |Wellsburg avtoceste Interstate 86 (vzhod) in New York State Route 17. Več cestnih znakov v bližini križišča označuje različne lokacije čet.
Za obeležitev 100. obletnice bitke leta 1879 je bil majhen del zemljišča na vrhu današnjega Sullivan Hilla podarjen za ustanovitev parka Newtown Battlefield. Zgrajen je bil 40 čevljev visok stolp iz poljskega kamna. Ta stolp se je zrušil med nevihto 30. avgusta 1911. Istega leta je bilo 15 hektarjev zemljišča, vključno s parkom, prenesenih na državo New York in poimenovanih Newtown Battlefield Reservation. Nov 80 čevljev visok granitni obelisk je bil postavljen in posvečen leta 1912. Nadaljnja širitev je sčasoma privedla do ustanovitve 372 hektarjev velikega "Newtown Battlefield State Park".
"American Battlefield Trust" in njegovi partnerji so pridobili in ohranili dodatnih 68 hektarjev bojišča, ki meji na "Newtown Battlefield State Park".
V prizadevanju za vključitev lokacije bojišča Newtown v "Nacionalni sistem parkov" je bila s strani kongresnika Randy Kuhla predlagana kongresna resolucija H.R. 6866, ki je ministru za notranje zadeve Dirk Kempthorneu naročila, naj izvede posebno študijo virov za oceno pomembnosti bojišča Newtown ter primernosti in izvedljivosti njegove vključitve v "Nacionalni sistem parkov". Predlog zakona je zastal januarja 2009, potem ko je bil posredovan "Subcommittee on National Parks, Forests and Public Lands".